# Talk Tonight
«Talk Tonight» es una canción de la banda británica de rock Oasis, escrita por el guitarrista principal de la banda, Noel Gallagher. Fue editada como un lado B en el sencillo "Some Might Say" y también en la compilación de lados B, The Masterplan.
La canción fue incluida además en el álbum de grandes éxitos de Oasis, Stop The Clocks: The Definitive Collection.
Talk Tonight es uno de los muchos lados B acústicos cantados por Noel. La canción fue inspirada por la casi ruptura de la banda en otoño de 1994 en Los Ángeles, cuando Noel partió hacia San Francisco sin decirle a nadie y se quedó con una chica con la que había hecho amistad durante los shows que había dado la banda en esa ciudad.
Se menciona en el libro Take Me There de Paul Mathurs, que su amiga tenía una obsesión con la limonada de fresas de Snapple, lo que contribuyó a la línea de la canción,"all your dreams are made of strawberry lemonade" (todos tus sueños están hechos de limonada de fresa).
La canción también formó parte del DVD Live By The Sea tras un error cometido por Noel en el tema "D'Yer Wanna Be A Spaceman?". 
Paul Weller estuvo a cargo de los teclados en esta canción cuando Oasis tocó en The White Room de Channel 4 en 1995.
- Datos: Q3980441